# Marc Caudron
Marc Caudron (Dendermonde, 5 september 1929 - 23 maart 2006) was een Belgisch hoogleraar, theoloog en rooms-katholiek priester

## Levensloop
Marc Caudron was een van de zoons van de arts Caudron in Dendermonde.
Na uitstekende middelbare studies, beëindigd als primus perpetuus, trad hij in het seminarie van het bisdom Gent. In 1950 werd hij in Leuven licentiaat in de filosofie. Hij werd priester gewijd in Gent op 26 september 1954 en keerde naar Leuven terug om er van 1954 tot 1958 theologie te studeren en te promoveren tot doctor met een thesis over het 'Magisterium Ordinarium'. Hij werd vervolgens leraar in het bisschoppelijke college van Sint-Niklaas en in het Sint-Catharinacollege van Geraardsbergen.
In 1962 werd hij benoemd tot professor aan het Hoger Instituut voor Godsdienstwetenschappen van de Katholieke Universiteit Leuven en van 1963 tot 1969 werd hij er de secretaris van. Het Instituut werd daarna opgenomen in de Faculteit Godgeleerdheid van de universiteit. Tussen 1968 en 1993 doceerde hij hoofdzakelijk binnen de richting godsdienstwetenschappen. Zijn college 'Fundamentele Dogmatiek', waarvan hij tussen 1969 en 1993 titularis was, maakte van hem dé dogmaticus van de eerste kandidatuur. Hij doceerde binnen het baccalaureaat godgeleerdheid in de periode 1969-1978 het college 'Inleiding tot de Theologie'. In de kandidatuur morele en religieuze wetenschappen verzorgde hij het college 'Christelijk Geloof' van 1969 tot 1974. Hij was kort verantwoordelijke voor het proseminarie dogmatiek. In de opleiding toegepaste theologie verzorgde hij het college 'Dogmatische Theologie: fundamentele, bijzondere vraagstukken', van 1969 tot 1990. Van 1975 tot 1985 was hij decaan van de faculteit Godgeleerdheid.
Van 1985 tot 1995 was hij academisch ombudsman aan dezelfde universiteit.
Hij was ook secretaris-generaal van de Fédération internationale des universités catholiques en voorzitter van de Conference of Catholic Theological Institutions.

## Voorbeeld van gulhartigheid
Marc Caudron was op het gebied van de menselijke contacten van een legendarische hartelijkheid. Dit was vooral een kwaliteit die hem als bemiddelaar, verzoener en gewoon begrip betonende man, zeer van pas kwam in zijn functie van ombudsman aan zijn alma mater.
In de ouderlijke woning, In den Cleynen Sleutel op de markt van Dendermonde, ontving hij regelmatig zijn talrijke vrienden, die hij mee liet genieten van zijn warme vriendschap, van de uitstekende keuken en van zijn onuitputtelijke wijnkelder.

## Publicaties
- Magistère ordinaire et infaillibilité pontificale d'après la Constitution Dei Filius, in: ETL, 1960, blz. 393-431.
- (editor) Foi et Société. Acta Congressus internationalis theologici Lovaniensis 1976, Gembloux, 1978
- (editor) Future prospects and preparation for ministries in Catholic institutions of theology, Pont. Univers. Javeriana, 1982.
- (editor) Strengthening Catholic Universities: a challenge (...), Toulouse, 1991.